# باتريشيا كوتورير
باتريشيا كوتورير (بالفرنسية: Patricia Couturier)‏ هي مجدفة فرنسية، ولدت في 1961.

## وصلات خارجية
- باتريشيا كوتورير على موقع الاتحاد الدولي للتجديف (الإنجليزية)
- باتريشيا كوتورير على موقع اللجنة الأولمبية الدولية (الإنجليزية)
- باتريشيا كوتورير على موقع أوليمبيديا (الإنجليزية)